# Nereimyra blacki
Nereimyra blacki är en ringmaskart som beskrevs av Knox 1960. Nereimyra blacki ingår i släktet Nereimyra och familjen Hesionidae. Inga underarter finns listade i Catalogue of Life.